# Burundi a 2004. évi nyári olimpiai játékokon
Burundi a görögországi Athénban megrendezett 2004. évi nyári olimpiai játékok egyik részt vevő nemzete volt. Az országot az olimpián 2 sportágban 7 sportoló képviselte, akik érmet nem szereztek.

## Atlétika
Férfi
| Versenyző              | Versenyszám | Előfutam | Előfutam | Előfutam | Elődöntő | Elődöntő | Elődöntő | Döntő         | Döntő         |
| Versenyző              | Versenyszám | Idő      | Hely.    | Össz.    | Idő      | Hely.    | Össz.    | Idő           | Helyezés      |
| ---------------------- | ----------- | -------- | -------- | -------- | -------- | -------- | -------- | ------------- | ------------- |
| Jean-Patrick Nduwimana | 800 m       | 1:45,38  | 3.       | 7.       | 1:46,15  | 5.       | 12.      | kiesett       | kiesett       |
| Arthémon Hatungimana   | 800 m       | 1:46,35  | 4.       | 16.      | 1:46,35  | 4.       | 16.      | kiesett       | kiesett       |
| Joachim Nshimirimana   | Maraton     |          |          |          |          |          |          | 2:19,31       | 32.           |
| Jean-Paul Gahimbaré    | Maraton     |          |          |          |          |          |          | nem ért célba | nem ért célba |

Női
| Versenyző             | Versenyszám | Előfutam | Előfutam | Előfutam | Döntő   | Döntő    |
| Versenyző             | Versenyszám | Idő      | Hely.    | Össz.    | Idő     | Helyezés |
| --------------------- | ----------- | -------- | -------- | -------- | ------- | -------- |
| Francine Niyonizigiye | 5000 m      | 17:21,27 | 19.      | 40.      | kiesett | kiesett  |

## Úszás
Férfi
| Versenyző        | Versenyszám | Előfutam | Előfutam | Előfutam | Elődöntő | Elődöntő | Elődöntő | Döntő   | Döntő    |
| Versenyző        | Versenyszám | Idő      | Hely.    | Össz.    | Idő      | Hely.    | Össz.    | Idő     | Helyezés |
| ---------------- | ----------- | -------- | -------- | -------- | -------- | -------- | -------- | ------- | -------- |
| Emery Nziyunvira | 100 m gyors | 1:09,40  | 7.       | 69.      | kiesett  | kiesett  | kiesett  | kiesett | kiesett  |

Női
| Versenyző          | Versenyszám | Előfutam | Előfutam | Előfutam | Elődöntő | Elődöntő | Elődöntő | Döntő   | Döntő    |
| Versenyző          | Versenyszám | Idő      | Hely.    | Össz.    | Idő      | Hely.    | Össz.    | Idő     | Helyezés |
| ------------------ | ----------- | -------- | -------- | -------- | -------- | -------- | -------- | ------- | -------- |
| Larissa Inangorore | 100 m gyors | 1:23,90  | 2.       | 49.      | kiesett  | kiesett  | kiesett  | kiesett | kiesett  |